# ケラトスティグマ
ケラトスティグマ（学：Ceratostigma）は、イソマツ科に含まれる科の一つ。または、ケラトスティグマ属に含まれる植物の総称。ルリマツリモドキ属とも呼ばれる。

## 特徴
凡そ10種類を含む属で、冬季に地上部が枯れて越冬する宿根草タイプと、茎が木質化し灌木状になるタイプに大別される。花色は青色、白色で、同じイソマツ科のルリマツリよりも濃く冴えた青色に花を咲かせる（デュランタ属に似る）が、花のサイズ自体はやや小さい。耐寒性、耐暑性双方に優れ、開花期も種によっては4か月間程度の種もある。原産地及び自生地は中国西部やブータンなどのヒマラヤ山脈周辺である。成育速度は緩やかで、全体的にルリマツリよりコンパクトに育つ為、寄せ植えなどにも利用することが可能。水切れにやや弱いので夏は水を切らさないように灌水に頻度に気を付ける。宿根タイプの種は秋になると紅葉を見る事が出来る。日本には明治時代に渡来したとされている。

## 栽培方法
土壌の質に左右されずに育つほど頑丈な性質を持つ種類が多いが、元肥や培養土で多少周りを囲って地植えしてやると成育が旺盛になり、花付きも良くなる。耐寒背は高いと言えど、極端な寒さでは枯れる恐れがあるので関東地方以北では鉢植えのほうが管理しやすい。直射日光下、半日陰の環境でも旺盛に成長する。ただ、ルリマツリモドキ（C. plumbaginoides）の様に地下茎で繁殖する種もいるので増えつける場所選びの際は、地下茎などが広がっても良い場所に植え付ける。植え付け及び植え替えは春か秋に行う。肥料は春～秋の期間継続的に与える。花期は早い種から7月、遅咲きの種でも9月から花を見る事が出来る。夏に慢性的な水切れ状態にさせると、成育不良に陥りその影響で花付きが悪くなるので注意する。主な繁殖方法は実生、株分け、挿し木がある。いずれの繁殖方法も春か秋に季節に行うと成功率が上がる。鉢植えの場合は2年に一度植え替えを行う。病気に罹患する時はほぼないが、害虫は稀にアブラムシが付く場合がある。。花言葉には「慎ましさ」「不変の愛」がある。

## 名称について

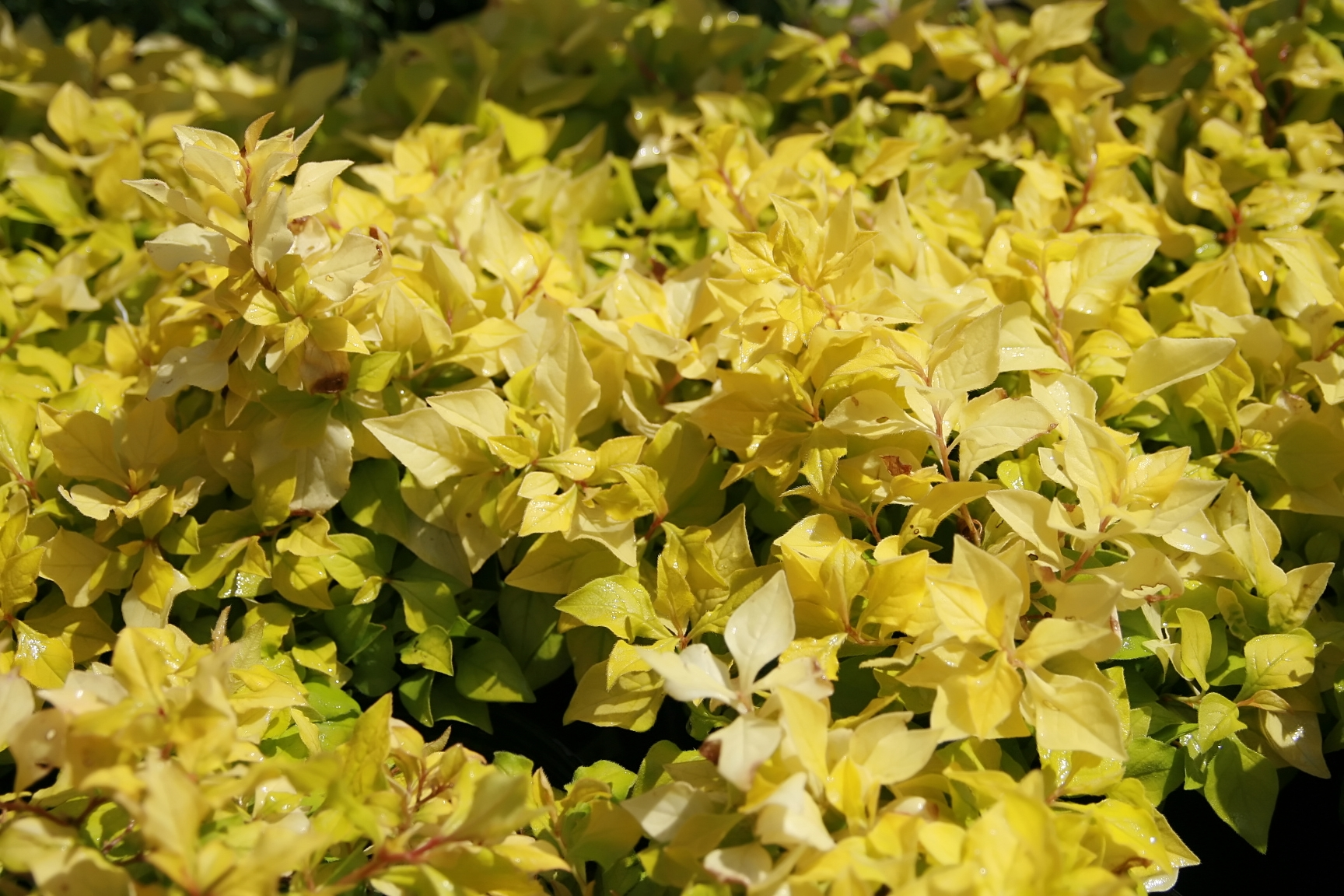
‘Desert Skies’という種

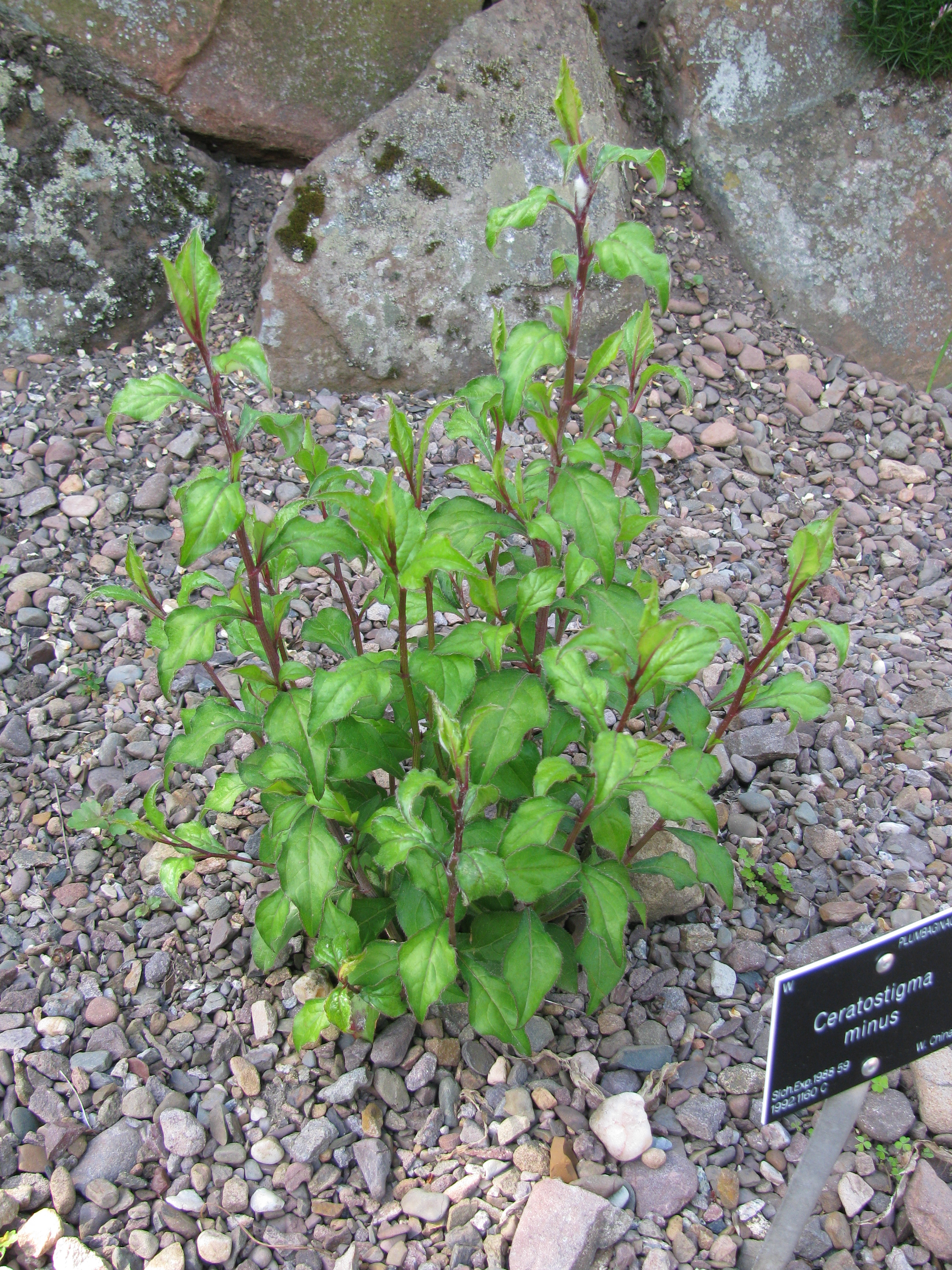
ミヌス種の若い個体

属名の Ceratostigma は、ギリシャ語で cerato（角）＋ stigma（柱頭）を指す言葉の合成語であり、雄蕊の特徴的な形状に因んでいる。和名のルリマツリモドキ（瑠璃茉莉擬き）は、ルリマツリに草姿が似ている事に由来する。（C. griffithii）にはブータンルリマツリ、（C. willmottianum）はアルタイルリマツリという個別の和名が付けられている。狭義でのルリマツリモドキは（C. plumbaginoides）の事を指す。

## 下位分類
ケラトスティグマ属は10種類程度が認められる。参考元はこちら。

### 日本で流通する種
- アルタイルリマツリ（アルタイ瑠璃茉莉）

　（Ceratostigma willmottianum）
中国西部からチベット原産の種。茎は1mくらい伸び、やや枝垂れる。花期は秋頃で、同時に紅葉を楽しめる。
- ブータンルリマツリ（不丹瑠璃茉莉）

　（Ceratostigma griffithii）
中国西部からチベット原産で、茎は良く分枝し、樹高は1m位になる種。他の種と比較して花期も長い。良く栽培される三種の中で唯一園芸種がある。
- ルリマツリモドキ（瑠璃茉莉擬き）

　（Ceratostigma plumbaginoides）
冬は地上部が枯れる宿根タイプの種。狭義でのルリマツリモドキは本種を指す。種小名の plumbaginoides（プルンバギノイデス）は、「ルリマツリ属に似た」という意味を持つ。

### ほとんど流通しない種
- ケラトスティグマ・アスペルマム

　（Ceratostigma asperrimum）
- ケラトスティグマ・アビッシニカム

　（Ceratostigma abyssinicum）
- ケラトスティグマ・ウリシウム

　（Ceratostigma ulicinum）
- ケラトスティグマ・ミヌス

　（Ceratostigma minus）

## ギャラリー

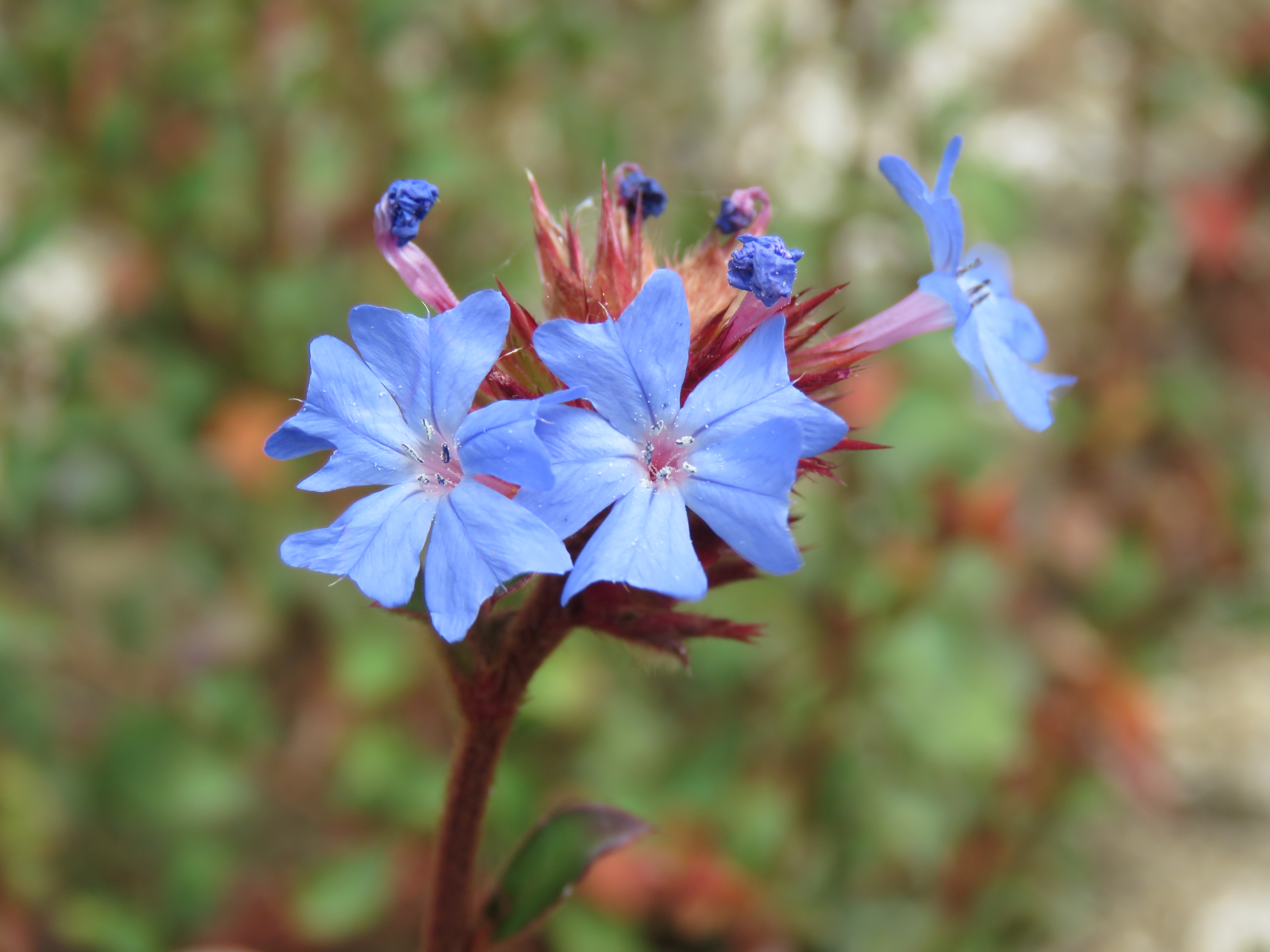
ブータンルリマツリ
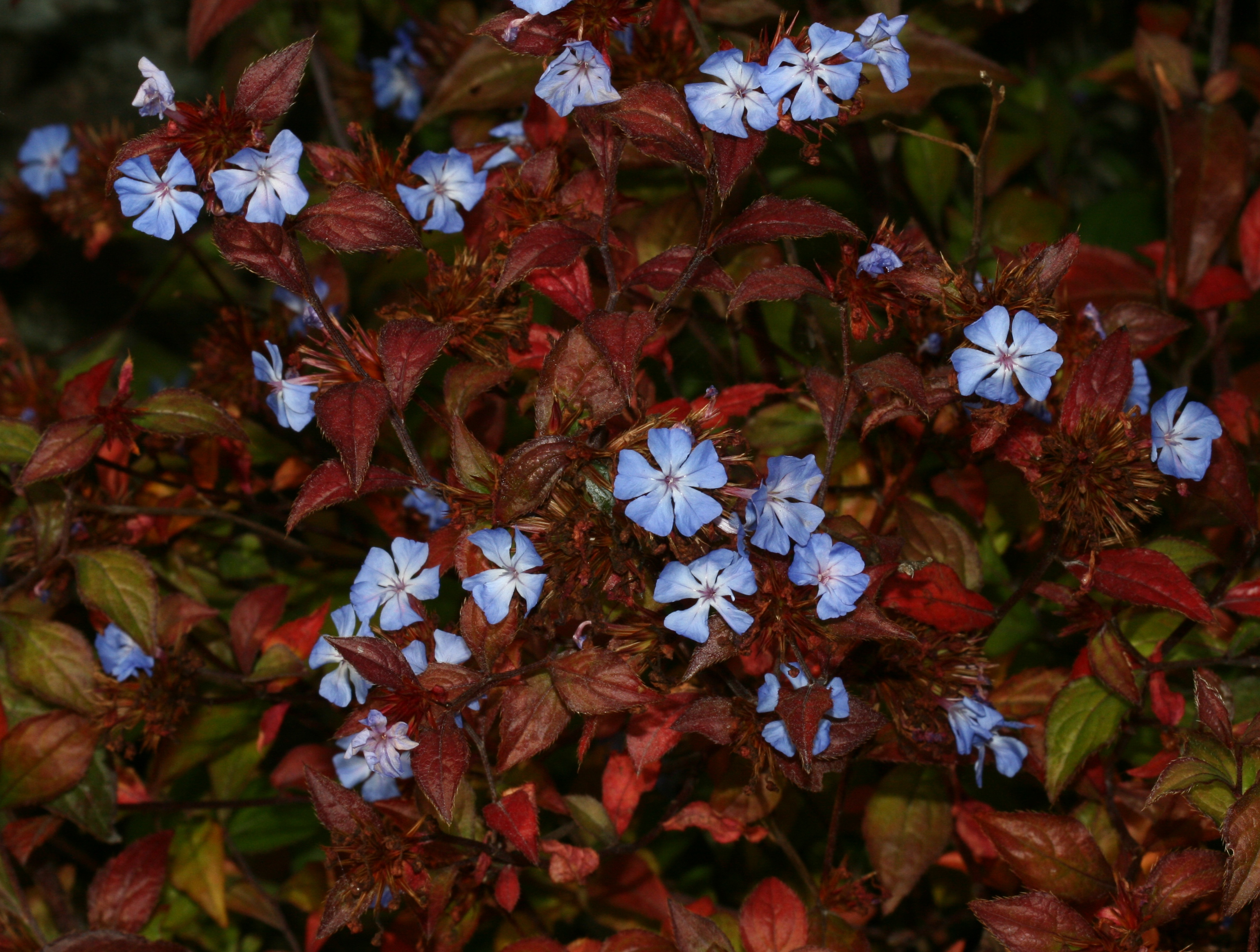
紅葉したミヌス種